# Racomitrium decurrens
Racomitrium decurrens är en bladmossart som beskrevs av Dixon in Christophersen 1960. Racomitrium decurrens ingår i släktet raggmossor, och familjen Grimmiaceae. Inga underarter finns listade i Catalogue of Life.